# Miskelk
De miskelk (calix in het Latijn) is een kelk, die tot de vasa sacra (het heilig vaatwerk) van het liturgisch vaatwerk behoort.
De kelk bestaat uit een kom (cuppa), een voet en daartussen een versierde knoop (nodus).
Tijdens de eucharistieviering wordt de kelk gebruikt om de te consacreren wijn in te doen, dat na de epiclese tot bloed van Jezus Christus wordt. Omdat de kelk zodoende betrokken is bij het gedeelte van de eucharistie dat als het allerheiligste wordt beschouwd, zijn de meeste kelken bijzonder rijk en liefdevol versierd.
Kelken zijn meestal van verguld zilver of koper. Tot het Tweede Vaticaans Concilie moest de binnenkant van de kelk per se verguld zijn, tegenwoordig is dit niet meer verplicht. Daarnaast mocht tot het concilie enkel de geestelijke het liturgische vaatwerk aanraken, met gewijde handen. Daarom moest een koster witte handschoenen dragen om de kelk, de pateen en de ciborie klaar te zetten of op te ruimen.
De artikelen 327 tot en met 334 van de Institutio Generalis Missalis Romani (editie van 2000) bepalen de vereisten waaraan het heilig vaatwerk moet voldoen. De belangrijkste bepalingen zijn dat, zeker wat het vaatwerk betreft dat bestemd is om het Lichaam en het Bloed van de Heer te bevatten, het uit een nobel en sterk materiaal moet vervaardigd zijn. Breekbaar materiaal zoals glas, aardewerk en klei mogen hiervoor niet gebruikt worden, zoals Redemptionis Sacramentum in 2004 verduidelijkte.
Bij de kelk horen doorgaans een pateen en een kelklepeltje.

## Kelk als attribuut
Een kelk waaruit een slang tevoorschijn komt is het attribuut van de H. Johannes de Evangelist; een kelk, mes aan de gordel dragend en gekleed als norbertijn: idem van Herman Josef; een kelk, hamer en tang, paardenvoet en bisschoppelijk ornaat: idem van Eligius (Eloy); een kelk en een toren: idem van Barbara.

## Galerij

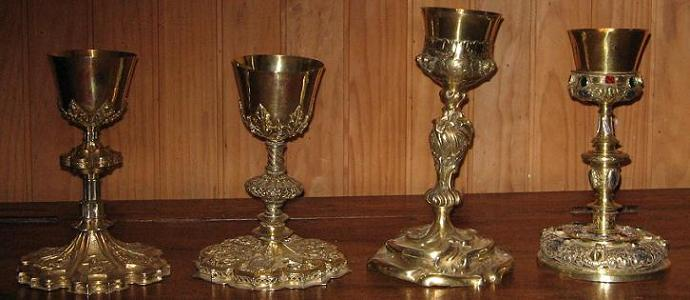
Spaanse kelken uit de 17de eeuw
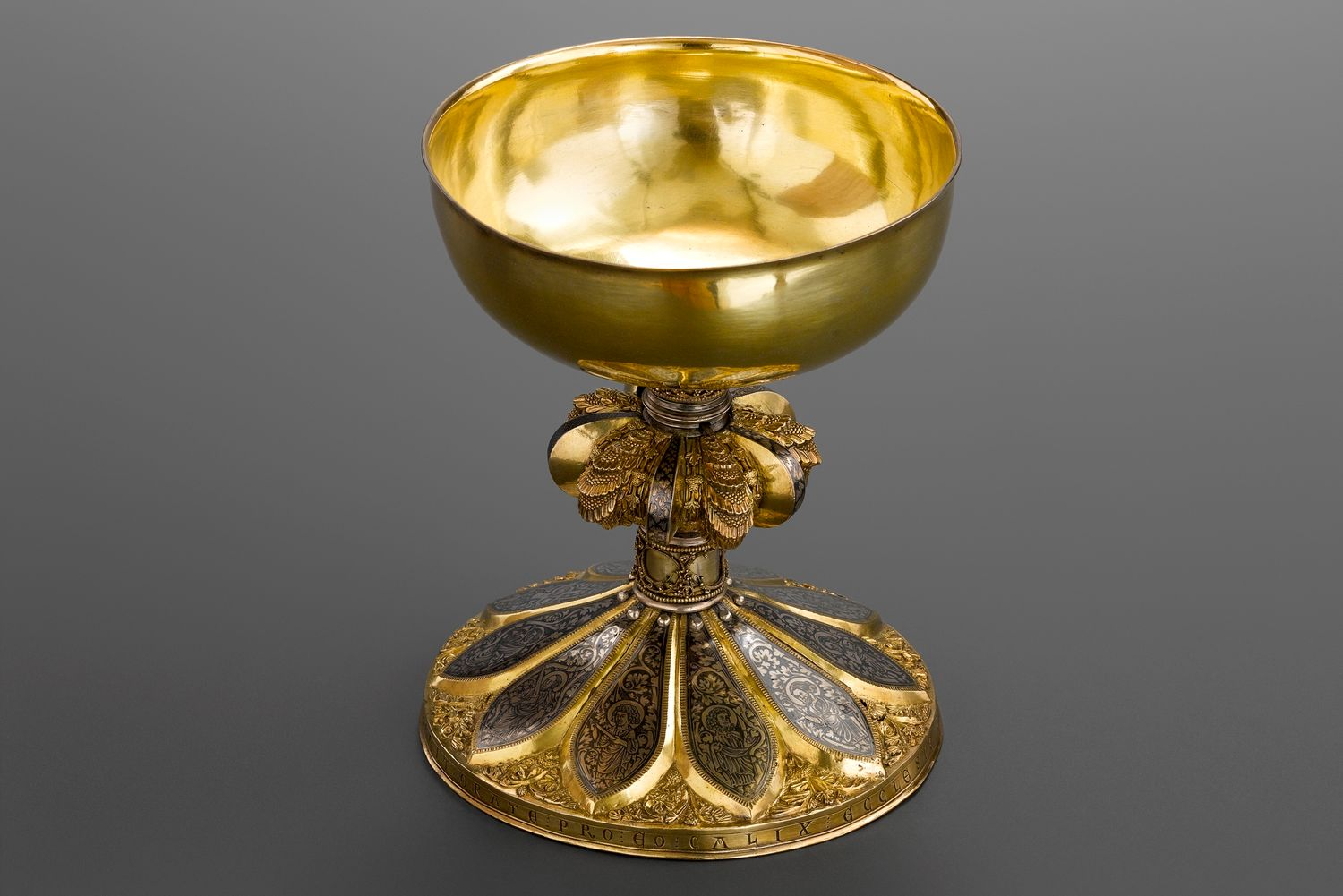
Hughes d'Oiies, De zogenaamde kelk van gilles de Walcourt uit de Kerkschat van Oignies.
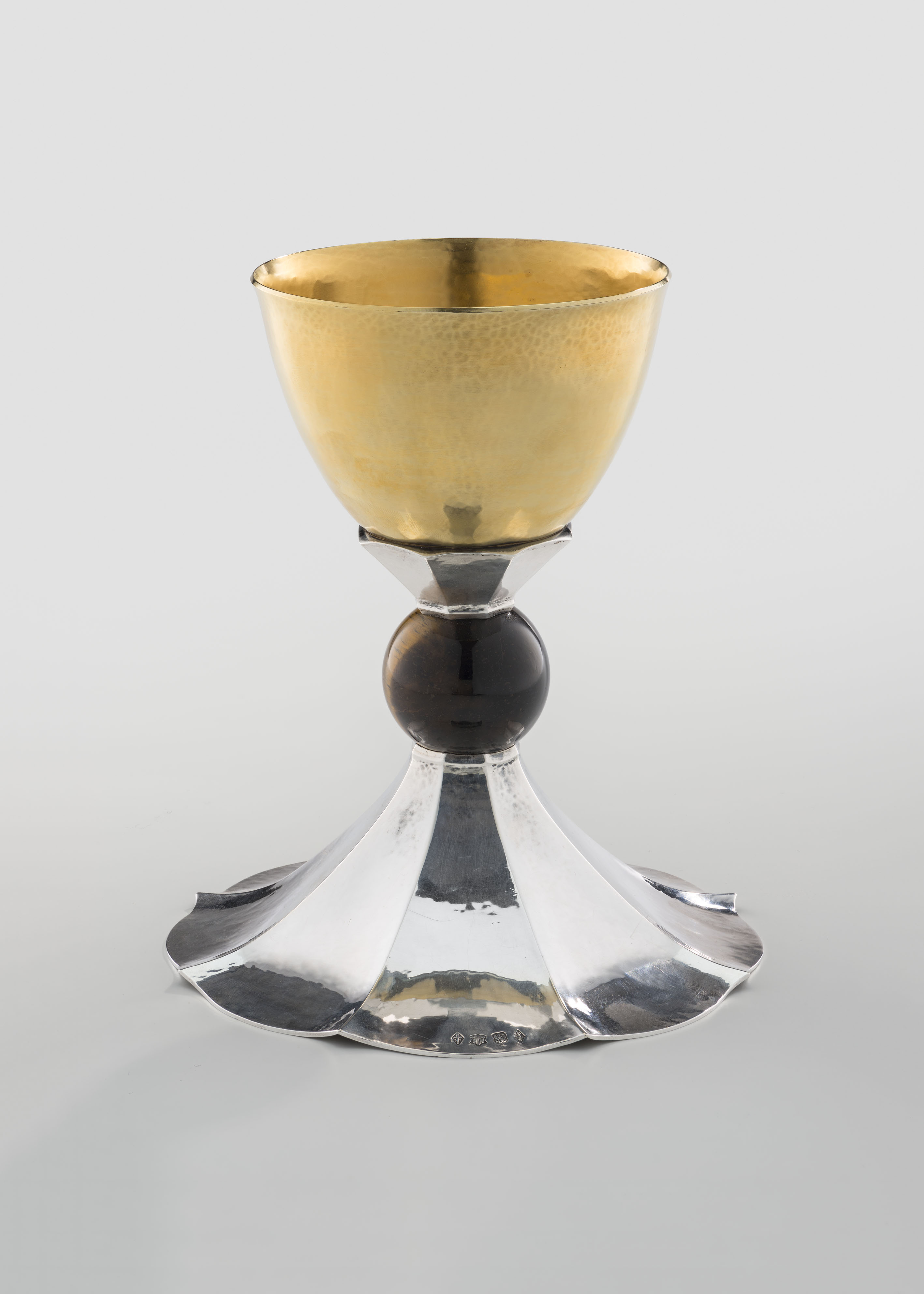
Kelk van Monseigneur Jean Jadot